# Warragul
Warragul is een plaats in de Australische deelstaat Victoria en telt 12.943 inwoners (2006).